# Le Versoud
Le Versoud ist eine französische Gemeinde mit 4940 Einwohnern (Stand: 1. Januar 2022) im Département Isère in der Region Auvergne-Rhône-Alpes. Sie gehört zum Arrondissement Grenoble und zum Kanton Le Moyen Grésivaudan. Die Einwohner heißen Bédouins.

## Geographie
Le Versoud liegt in der Landschaft Grésivaudan am Fluss Isère zwischen Grenoble und der Bergkette Belledonne.
Umgeben wird Le Versoud von den Nachbargemeinden Saint-Nazaire-les-Eymes im Norden, Villard-Bonnot im Nordosten, La Combe-de-Lancey im Osten, Saint-Jean-le-Vieux im Südosten, Revel im Süden, Domène im Südwesten, Montbonnot-Saint-Martin im Westen sowie Saint-Ismier im Nordwesten.
Die Gemeinde besteht aus den Ortschaften Le Pruney, Le Bourg, Champ Lévrier, L'Etape, Roussillon, Le Bois-Français.
Im Gemeindegebiet liegt der Flughafen Grenoble-Le Versoud.

## Bevölkerungsentwicklung
| Jahr                       | 1962 | 1968 | 1975 | 1982 | 1990 | 1999 | 2006 | 2018 |
| -------------------------- | ---- | ---- | ---- | ---- | ---- | ---- | ---- | ---- |
| Einwohner                  | 1445 | 1675 | 1772 | 2217 | 2995 | 3809 | 4309 | 4876 |
| Quellen: Cassini und INSEE |      |      |      |      |      |      |      |      |

## Sehenswürdigkeiten
- Kirche Saint-Laurent, als neoklassizistischer Bau 1840 an Stelle der alten Kirche aus dem 11./12. Jahrhundert errichtet
- Turm von Etape aus dem Jahre 1267
- Luftfahrtmuseum CELAG (Centre d’Etudes et de Loisirs Aerospatiaux de Grenoble)

## Weblinks

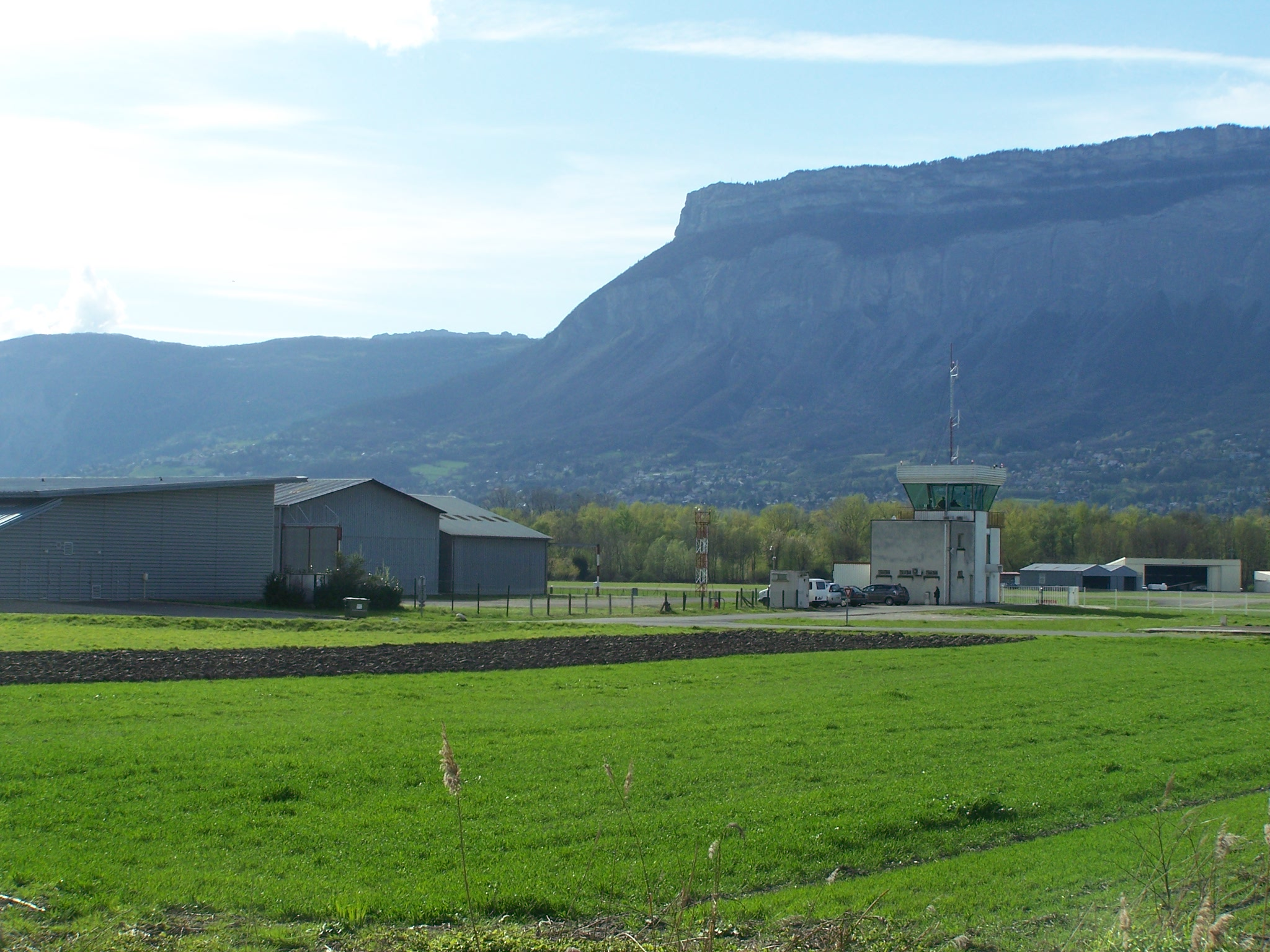
Blick auf den Flugplatz Grenoble-Le Versoud mit seinen zwei Pisten